# Wilfried Van Craen
Wilfried Van Craen (Leuven, 7 juni 1951) is een Belgisch psychotherapeut en seksuoloog (KU Leuven, 1980) en specialiseerde zich in de cognitieve gedragstherapie (KU Leuven, 1985) en hypnotherapie (Vlaamse Wetenschappelijke Hypnose Vereniging). Later integreerde hij deze benaderingen met Mindfulness Based Cognitive Therapy (MBCT).
Als auteur heeft hij met zijn vier eerste boeken psychotherapeutische referentiekaders uit de academische isolatie gehaald door ze voor een breder publiek te vertalen naar de herkenbare dagelijkse praktijk. Nadien volgden boeken over relaties en seksualiteit. Ten slotte schreef hij enkele boeken over het verruimen van de levenskwaliteit.
Het voorlaatste boek gaat over mindfulness en de kloof tussen het leven dat we verlangen en dat wat we krijgen en het laatste boek gaat over 7 frequente mentale en emotionele struikelblokken.

## Podcasts
- ’Meer rust in je hoofd’: In seizoen 1 wordt dit uitgelokt door de beleving van een korte meditatie of relaxatie gevolgd door een verhaal, in seizoen 2 door breder te kijken vanuit nieuwe perspectieven. Samen met psychologe Amaryllis Laenen maakte hij drie podcast series:
- ‘De Gevoelige Snaar’: Over wat mensen raakt, maar moeilijk wordt uitgesproken.
- ‘Ambras’: over misverstanden, ruzies en irritaties in partnerrelaties.
- ‘NU’: over praktische psychologie met als focus de dagelijks dingen die onze levenskwaliteit kunnen verruimen of belasten.